# Giulio Cesare Pupilli
Giulio Cesare Pupilli (Milano, 5 ottobre 1893 – 17 agosto 1973) è stato un fisiologo italiano.

## Biografia
Nacque a Milano il 5 ottobre 1893 da Oreste Pupilli, segretario presso la Scuola veterinaria originario di Pescia, e Maria Kruch, di una famiglia borghese originaria di Pavia. Conclusi gli studi presso il liceo classico Giuseppe Parini di Milano, si iscrisse nel 1912 alla Facoltà di Medicina dell'Università degli Studi di Pavia, frequentando per tre anni l'Istituto di patologia generale diretto da Camillo Golgi. Dopo lo scoppio della prima guerra mondiale prestò servizio militare come medico e al termine del conflitto si laureò con lode presso l'Università degli Studi di Modena nel 1920.
Nel 1921 si trasferì presso il laboratorio di fisiologia diretto da Mario Camis presso l'Università degli Studi di Parma, occupandosi prevalentemente di biochimica, chimica biofisica e fisiologia generale. Pubblicò alcuni lavori sulla sintesi dell'acido urico negli uccelli e sull'analisi dello stato di proteine in soluzione oltre che sulla regolazione nervosa del respiro e, insieme a Camis, sull'apparato vestibolare.
Si recò a Kiel, dedicandosi alla ricerca in campo fisiologico fisico-chimico presso il laboratorio diretto da Rudolf Höber, con cui pubblicò un lavoro sulla permeabilità della membrana dei globuli rossi.
Il prestigio acquisito gli consentì di ottenere nel 1931 la direzione dell'Istituto di fisiologia dell'Università degli Studi di Sassari, seguita due anni dopo dalla docenza di ruolo, e poi la direzione dell'Istituto di fisiologia dell'Università degli Studi di Siena nel 1935. Nel 1938 divenne professore di fisiologia umana presso l'Università di Bologna, sostituendo Camis, costretto ad allontanarsi con l'entrata in vigore delle leggi razziali.
Fu socio corrispondente dell'Accademia delle Scienze di Torino dal 28 febbraio 1940 e nel dopoguerra divenne membro dell'Accademia Nazionale dei Lincei. Grazie al suo prestigio accademico entrò a far parte della direzione del Consiglio Nazionale delle Ricerche (CNR), dirigendo dal 1955 al 1963 il centro di neurofisiologia del CNR a Bologna fondato su suo impulso. Ebbe un importante ruolo sia nella formazione di nuovi ricercatori, tra cui Ettore Fadiga e Giuseppe Moruzzi, sia nella ricerca sulle origini storiche della fisiologia, attraverso la pubblicazione di monografie su Luigi Galvani e Lazzaro Spallanzani.
Membro del Consiglio superiore della pubblica istruzione dal 1951 al 1958 e nuovamente dal 1966 al 1968, ricevette nel 1956 la medaglia d'oro ai benemeriti della scuola, della cultura e dell'arte.
Trascorse i suoi ultimi dieci anni a Pescia, di cui ricevette la cittadinanza onoraria nel 1951. Morì il 17 agosto 1973, pochi giorni prima il conferimento di una laurea honoris causa in medicina da parte dell'Università degli Studi di Pavia.